# سباق الجري الخيري السنوي

شعار سباق الجري الخيري الثالث والعشرين.

سباق الجري الخيري السنوي هو سباق يُقام في شهر أكتوبر من كل سنة في كورنيش الخبر، في المنطقة الشرقية من المملكة العربية السعودية. في كل سنة يأخذ السباق موضوعاً لرفع الوعي حوله.

## التأسيس
تأسس سباق الجري الخيري السنوي بعد طرح فكرة في إحدى اجتماعات مجلس الآباء الذي ينعقد بصفة دورية بمدارس الظهران الأهلية وذلك عام 1416هـ الموافق 1995م. بعد ملاقاة الفكرة بالترحيب والتشجيع من قبل أولياء الأمور والمعلمين والطلاب تشكلت لجنة أطلق عليها اسم «سباق الجري الخيري»، بعد ازدياد عدد أعضاء اللجنة، حظيت بدعم وتأييد كبير من الأمير محمد بن فهد بن عبد العزيز أمير المنطقة الشرقية أنذاك. كما حظيت بدعم نائبه في ذلك الوقت الأمير سعود بن نايف بن عبدالعزيز ومن بعده الأمير جلوي بن عبد العزيز. وذلك إضافةً على قدمه رجال الأعمال وأهل الخير بالمنطقة الشرقية من دعم مالي ومشاركة العديد من الهيئات الحكومية والأهلية في فعاليات السباق سنوياً.

## مضمار السباق
يمتد مضمار السباق على مسافة 5 كيلومترات من كورنيش الخبر. حيث تكون نقطة البداية للسباق في الجزء الجنوبي من كورنيش الخبر ونقطة الختام في الواجهة البحرية لكورنيش الخبر.

## فئات السباق
- العامة: الفترة العصرية.
- السيدات: الفترة الصباحية.[2]
- ذوي الإعاقات:
  - العوق السمعي
  - والعوق الفكري
  - التوحد البصريوالشلل الدماغي، والإعاقة الحركية الراجلة، والكراسي المتحركة

## سنوات السباق الماضية
- السنة الثالثة والعشرون 1440هـ: بالذوق نرتقي[3] مع الجمعية السعودية للذوق العام، وبدعم رئيسي من شركة «أرامكو» وعدد من الشركات في القطاع الخاص. وهي السنة الأولى التي تشارك فيها السيدات. ضم السباق 10,000 متسابق من جميع الفئات.
- السنة الثانية والعشرون 1439هـ[4]
- السنة الحادية والعشرون 1438هـ: يجمعنا وطن[4]
- السنة العشرون 1437هـ: السلامة المنزلية[4]
- السنة التاسعة عشر 1436هـ: احترام الممتلكات العامة[4]شعار سباق الجري الخيري الثاني والعشرين.

شعار سباق الجري الخيري الثاني والعشرين.

- السنة الثامنة عشر 1435هـ: تعزيز ثقافة العمل
- السنة السابعة عشر 1433هـ: تنشيط التبرع بالأعضاء
- السنة السادسة عشر 1431هـ: السلامة المرورية
- السنة الخامسة عشر 1430هـ: دعم العمل التطوعي
- السنة الرابعة عشر 1429هـ: التوعية بالعنف الأسري
- السنة الثالثة عشر 1428هـ: مكافحة السمنة عند الأطفال
- السنة الثانية عشر 1427هـ: مساعدة الأطفال الأيتام
- السنة الحادية عشر 1426هـ: مرضى السكر
- السنة العاشرة 1425هـ: مساعدة العجزة والمسنين
- السنة التاسعة 1424هـ: مساعدة مرضى الفشل الكلوي والمكفوفين
- السنة الثامنة 1423هـ: مرضى الفشل الدماغي
- السنة السابعة 1422هـ: مرضى أمراض الدم الوراثية
- السنة السادسة 1421هـ: مرضى السرطان
- السنة الخامسة 1420هـ: دعم أطفال متلازمة داون
- السنة الرابعة 1419هـ: مرضى السرطان
- السنة الثالثة 1418هـ: جمعيات ومراكز تحفيظ القرآن الكريم
- السنة الثانية 1417هـ: جمعيات ومراكز تحفيظ القرآن الكريم
- السنة الأولى 1416هـ: جمعيات ومراكز تحفيظ القرآن الكريم

## وصلات خارجية
- موقع سباق الجري الخيري السنوي الرسمي.
- معرض صور سباقات السنوات الماضية.
- سباق الجري الخيري السنوي في المنطقة الشرقية على برنامج صباح السعودية.
- سباق الجري الخيري السنوي السعودية الخبر للسنة الثانية والعشرين.
- سباق الجري الخيري السنوي على موقع موسم الشرقية.